# Herpai Zoltán
Herpai Zoltán (Budapest, 1951. december 1. – Budapest, 2011. december ) magyar reklámgrafikus, festőművész.

## Életpályája
| „                     | Izgat a reneszánsz és barokk ábrázolás, a gazdagság, az emberi test szépsége | ” |
| – Herpai Zoltán, 1987 |                                                                              |   |

Hároméves kora óta folyamatosan rajzolt, festett. 1970-ben a Képző- és Iparművészeti Gimnáziumban érettségizett. Az Iparművészeti Főiskola grafika szakán 1975-ben kapott diplomát, Baska József és Balogh István voltak a mesterei. Alkalmazott grafikusként számos lemezborítót tervezett. Arról, hogyan került kapcsolatba a Magyar Hanglemezgyártó Vállalattal, a következőket mondta: 

„Amikor 1975-ben az Iparművészeti Főiskolán végeztem, néhány munkámat dossziéba raktam és bekopogtattam dr. Nádori Péterhez. Hümmögött egy keveset és adott öt kislemezt, hogy készítsek hozzá tervet, úgymond próbaképpen. A munkák tetszettek, és azóta rendszeresen készítek komoly- és könnyűzenei lemezekhez borítókat.”

 Tervezett plakátokat, reklám kiadványokat. Készített animációs filmeket is, a Pannónia Filmstúdióban háttértervezőként és rendezőként is dolgozott. Publikációi (rajzai) megjelentek a Kisdobos című lapban, az Alföld című folyóiratban, az Élet és Irodalomban, a Galaktika című tudományos-fantasztikus antológiában. Könyvillusztrációval is foglalkozott. Tagja volt a Művészeti Alapnak, illetve a Képző- és Iparművészek Szövetségének is. 
Testvére: Herpai Sándor zenész, ütőhangszeres, dobos.

## Lemezborító tervei
- Gemini – Gemini (LP, album, SLPX 17508)	Pepita (1976)
- A négy évszak (LP, album, SLPX 1102) Hungaroton (1976)
- Symphonie Fantastique (LP, album, SLPX 11842) Hungaroton	(1976)
- Beethoven: Symphony №7 (LP, album, SLPX 11791) Hungaroton (1976)
- Korda György – Fehér Galamb (kislemez, SPS 70222) Pepita (1976)
- Vörösmarty Mihály – Csongor és Tünde (LP, album, SLPX 13789-92) Hungaroton (1977)
- Andersen meséiből (LP, album, SLPX 13810) Hungaroton (1977)
- Neoton Família / Apostol együttes – Hívlak / Te úgy mentél el (kislemez, SPS 70264) Pepita (1977)
- Bakfark Consort – Régi Magyar Dalok (LP, album, SLPX 12008) Hungaroton (1977)
- Piramis / Karda Beáta – Égni kell annak, aki gyújtani akar / Bolond mesék (kislemez, SPS 70258) Pepita (1977)
- Sprint együttes / Generál – Szó Ami Szó / Különös Szilveszter (kislemez, SPS 70257) Pepita (1977)
- Ránki Dezső – Kocsis Zoltán – Sonatas For Piano Duet (Complete) (2xLP, album, SLPX 11794-95) Hungaroton (1978)
- Illés együttes – Boldog Város (LP, album, SLPX 17559) Pepita (1978)
- Máté Péter – Magány... és együttlét (LP, album, SLPX 17546) Pepita (1978)
- Antonio Vivaldi: Lute Concertos & Trios – Liszt Ferenc Kamarazenekar – (LP, album, SLPX 11978) Hungaroton (1978)
- Camerata Hungarica, Czidra László – Court Music For King Matthias (LP, album, SLPX 11844) Hungaroton (1978)
- Neoton Família – Neoton Disco (LP, album, SLPX 17568) Pepita (1978)
- Záray Márta – Vámosi János – Nekünk találkozni kellett (LP, album, SLPX 17561) Pepita (1978)
- Korda György – Maradj még (LP, album, SLPX 17556) Pepita (1978)
- Color együttes – Color (LP, album, SLPX 17567) Pepita	(1978)
- Orgonavirágzás (Örökzöld slágerek) (LP, album, SLPX 16577) Qualiton  (1978)
- Kótyonfitty király almája – Béres Ilona és Bessenyei Ferenc mesél. (LP, album, LPX 13827) Hungaroton (1979)
- Szűcs Judith – Judith	(LP, album, SLPX 17 593) Pepita (1979)
- Liszt Ferenc Kamarazenekar, Rolla János – Clarinet Concertos (LP, album, SLPX 11954) Hungaroton (1979)
- Koós János – Koós 3. (LP, album, SLPX 17615) Pepita (1979)
- Disco Party (LP, album, SLPX 17623) Pepita (1979)
- Kovács Kati – Szívemben zengő dal (LP? album, SLPX 17581)	Pepita	(1979)
- Express együttes – Ezüst Express (LP, album, SLPX 17588)	Pepita	(1979)
- Delhusa Gjon – Delhusa Gjon (LP, album, SLPX 17604) Pepita (1979)
- Mákvirág együttes – Mákvirág Folk Ensemble (LP, album, SLPX 18048) Hungaroton (1979)
- Máté Péter – Mindig tovább / Gyermekkori álmodás (kislemez, SPS 70382) Pepita	(1979)
- Antonio Vivaldi: Guitar Concertos – Szendrey-Karper László, Hungarian Chamber Orchestra, Leader: Vilmos Tátrai (LP, album, SLPX 11970)	Hungaroton (1979)
- Bergendy együttes – A rendíthetetlen ólomkatona (LP, album, SLPX 17622) Pepita (1980)
- Záray Márta – Vámosi János – Ének az esőben (LP, album, SLPX 17626) Pepita (1980)
- Carl Philipp Emanuel Bach: Oboe Concertos – Péter Pongrácz, Liszt Ferenc Chamber Orchestra, János Rolla (LP, album, SLPX 12120)	Hungaroton (1980)
- Antonio Vivaldi: Concertos for Viola D'Amore and Strings – László Bársony, Liszt Ferenc Chamber Orchestra, János Rolla, Frigyes Sándor	(LP, album, SLPX 12162) Hungaroton (1980)
- Apostol együttes – Apostol 2. (LP, album, SLPX 17638) Pepita (1980)
- Universal együttes – Volt-e más bolond? (LP, album, SLPX 17646) Pepita	(1980)
- Ciao – Nagy olasz slágerek II. (LP, album, LPX 17644)	Pepita (1980)
- Saturnus – Saturnus (LP, album, SLPX 17602) Pepita (1980)
- Acker Bilk – Klarinét (LP, album, SLPX 17617) Pepita (1980)
- Bergendy együttes – Aranyalbum (LP, album, SLPX 17 608) Pepita	(1981)
- Disco Party 2. (LP, album, SLPX 17667) Pepita	(1981)
- Kaláka – Az én koromban (LP, album, SLPX 13883) Hungaroton (1981)
- Neoton Família – A família (LP, album, SLPX 17678) Pepita	(1981)
- Korda György – Szeptember volt (LP, album, SLPX 17668) Pepita (1981)
- Horváth Jenő dalai – Baracknyílás idején (LP, album, SLPX 17639) Pepita	(1981)
- Piramis – Erotika 	(LP, album, SLPX 17663) Pepita	(1981)
- Karthago – Karthago 	(LP, album, SLPX 17657) Pepita	(1981)
- Top 12 (LP, album, SLPX 17677) Pepita (1982)
- Felszállott a vadgalamb (Hungarian songs and Csardases) (LP, SLPX 10173) Qualiton  (1982)
- Köszönöm, hogy imádott... – Az első magyar hangosfilmek dalai (MK 16628)	Qualiton (1982)
- Kati és a Kerek Perec – Szerpentin (LP, album, SLPX 17669) Pepita	(1982)
- Versek nyolcadik osztályosoknak (LP, album, SEP 29206) Hungaroton	(1982)
- Popmajális (album, MK 17717) Start (1982)
- Benkő Dániel – Ezer év gitáron (LP, album, SLPM 17801) Favorit (1983)
- Győri Szabó József – Akkor volt a május a legszebb... (LP, album, SLPM 10183)	Qualiton (1983)
- Solaris – Marsbéli Krónikák  (LP, album, SLPM 17819) Start (1984)
- Csuka Mónika – Hé! (LP, album, 510130) PGP RTB (1988)
- Benkő László – Ikarosz (LP, album, SLPM 37279) Favorit (1989)
- Lambada (MK 16811) Qualiton (1989)
- Valami szépet hadd mondjak el (LP, album, SLPM 16801)	Qualiton (1990)
- Imre Kálmán – Ferenc Lehár – Operettenparade (CD, album, HCD 16826) Qualiton (1991)
- Mindszenthy István – Zúg az erdő, zúg a nádas (LP, album, LPM 10287) Qualiton, Hungaroton (1991)
- Benkő László – Omegamix	(album, HCD 37476) Mega (1991)
- Pap Rita – Csodacsacsi csodái (MK, album)	PopSystem Produkció	(1995)
- Saturnus – Saturnus / Csigaházak (CD, album, HCD 37994)	Hungaroton, Mambo Records (1999)
- Egy kicsit pikánsan (CD, album, RE, HCD 16819) Hungaroton	(2001)
- Karthago – Ezredforduló (CD, Album, RE, Sup, PDKCD0034) Alexandra Records	(2009)

## Filmes munkái
- Gusztáv rajzfilmsorozat:

- Gusztáv párt választ (1975) – háttértervező
- Gusztáv makacs (1977) – háttértervező
- Gusztáv, az aranyásó (1977) – háttértervező
- Gusztáv és a másik (1977) – háttértervező
- Gusztáv két arca (1978) – háttértervező
- Gusztáv csal (1979) – háttértervező
- Egyszer volt, hol nem lesz (1976) – rendező
- Virágfilm (1981) – rendező

## Publikációiból
- Élet és Irodalom
- Alföld
- Kisdobos
- Galaktika

## Könyvillusztrációi
- Nemere István: Zuhanás a Napba (Népszava Lap- és Könyvkiadó, Budapest, 1986) ISBN 963-322-354-7
- Nemere István: Az utolsó bolygó (Népszava Lap- és Könyvkiadó, Budapest, 1986) ISBN 963-322-392-x
- Huba László: Helló Szfinx! (Panoráma, Budapest, 1976)
- Ágai Ágnes: NEMzedék (Móra Ferenc Ifjúsági Könyvkiadó, Budapest, 1988)
- Günther Krupkat: Amikor meghaltak az istenek (Kozmosz Könyvek, Budapest, 1977)
- Patakiné Sós Mária: Pszichológia – Egészségügyi Szakközépiskolák és Szakiskolák tankönyve (Medicina Könyvkiadó, Budapest, 1983)
- Shakespeare mesék (Arión Kiadó, Budapest, 2006)
- Shakespeare mesék 2. (Arión Kiadó, Budapest, 2007)

## Egyéni kiállításai
- Ferencvárosi Pincetárlat (1978)
- Bólyai Galéria – Salgótarján (1978)
- Stúdió Galéria – Budapest (1980)
- Paál László Terem – Budapest (1981)
- Gulácsy Lajos Terem – Szeged (1983)
- Groningen; Linz; Salzburg; Bástya Galéria – Budapest (1984)
- Mednyászky Terem – Budapest; Gronau (1985)
- Lübeck; Ausburg; Hamburg; Iskola Galéria – Budapest (Csepel) (1986)
- Kaposvár; Csók István Galéria – Budapest (1987)
- Zalaegerszeg, Budapest, Szeged (1988)
- New York; Düsseldorf-Jülich; Mészöly Terem – Székesfehérvár; Benczúr Terem – Nyíregyháza (1989)
- Képcsarnok – Győr (1990)
- Medgyessy Terem – Debrecen (1991)
- Derkovits terem – Szombathely (1992)
- Gulácsy Galéria – Szeged (1993)
- Derkovits Galéria – Budapest; Tasi Galéria – Szentendre (1994)
- Helyőrségi Klub – Pécs (1995)
- Vármúzeum – Simontornya (1996)
- Képcsarnok – Veszprém (1997)
- Magyar Nagykövetség – New York (1998)
- Tasi Galéria – Szentendre (1999)
- Pécs (1999)
- Bank Center OTP Galéria, Budapest (2000)
- Kortárs Galéria – Pécs (2001)
- Gulácsy Terem – Szeged; Örökmozgó Galéria – Budapest (2002)
- Budapest (2003)
- Szeged (2004)
- Veszprém, Budapest (2005)
- Pécs, Budapest (2006)
- Petró Galéria - Nagykanizsa; Pécs; Budapest (2007)
- Hiemer-Font-Caraffa Ház, Székesfehérvár (2008)
- Hévíz; Bardoni Galéria – Budapest (2009)
- OTP Székház, Budapest (2010)

## Csoportos kiállításai
- Spiel-Casino – Baden (1983)
- Spiel Casino – Linz (1984)

## Díjai, elismerései
- Nívódíj – „Az év legjobb plakátjai” kiállítás (1979)[6]
- Nívódíj – Fiatal Képzőművészek Stúdiója: Alkalmazott grafikai kiállítás (Miskolc, 1979)